# Urteil des Bundesverfassungsgerichts zum Europäischen Haftbefehl
| Fallbezeichnung:               | Verfassungsbeschwerde eines Staatsbürgers (genommen in Auslieferungshaft zugunsten Spaniens aufgrund eines Europäischen Haftbefehls) gegen die Auslieferungsentscheidungen deutscher Gerichte |
| Geschäftszeichen / Fundstelle: | 2 BvR 2236/04 |
| Folgegeschichte:               | Entlassung des Beschwerdeführers aus der (Auslieferungs-)Haft mangels Strafbarkeit in Deutschland                                                                                             |

| Hassemer, Jentsch, Broß, Osterloh, Di Fabio, Mellinghoff, Lübbe-Wolff, Gerhardt |

| 1. Broß        |
| 2. Lübbe-Wolff |
| 3. Gerhardt    |

Das Bundesverfassungsgericht erklärte 2005 das (erste) Gesetz zum Europäischen Haftbefehl, EuHbG von 2004 für nichtig. Das Gesetz greife unverhältnismäßig in die Auslieferungsfreiheit (Art. 16 Abs. 2 GG) ein, da der Gesetzgeber die ihm durch den EU-Rahmenbeschluss zum Europäischen Haftbefehl eröffneten Spielräume nicht für eine möglichst grundrechtsschonende Umsetzung in nationales Recht ausgeschöpft hatte. Zudem verstoße das EuHbG aufgrund der fehlenden Anfechtbarkeit der (Auslieferungs-)Bewilligungsentscheidung gegen die Rechtsweggarantie (Art. 19 Abs. 4 GG). Damit war die Verfassungsbeschwerde eines Beschwerdeführers erfolgreich, der aufgrund eines Europäischen Haftbefehls zur Strafverfolgung an das Königreich Spanien ausgeliefert werden sollte. Solange der Gesetzgeber kein neues Ausführungsgesetz erließ – was mittlerweile geschehen ist –, war die Auslieferung eines deutschen Staatsangehörigen daher nicht möglich.
Neu ist durch diese Rechtsprechung die Definition des Schutzbereichs von Art. 16 GG als ein Grundrechtskomplex aus Staatsbürgerschaft und Auslieferungsschutz, ein Maßstab woran auch die Gesetzgebung zur deutschen Staatsangehörigkeit künftig gemessen wird.

## Kernaussagen
Der Entscheidung liegen im Wesentlichen folgende Erwägungen zu Grunde:
- Das EuHbG verstößt gegen die Verfassung, weil der Gesetzgeber die Anforderungen des qualifizierten Gesetzesvorbehalts aus Art. 16 Abs. 2 Satz 2 GG nicht erfüllt hat. Grundlage des Verbots der Auslieferung Deutscher ist Art. 16 Abs. 2 Satz 1 GG.
  - Das Grundrecht gewährleistet zusammen mit der Staatsangehörigkeit die besondere Verbindung der Bürger zu der von ihnen getragenen Rechtsordnung. Der Beziehung des Bürgers zu einem freiheitlichen demokratischen Gemeinwesen entspricht es, dass der Bürger von dieser Vereinigung grundsätzlich nicht ausgeschlossen werden kann. Dieser Schutz vor Auslieferung kann allerdings unter bestimmten Voraussetzungen durch Gesetz eingeschränkt werden. Die Einschränkung des Auslieferungsschutzes ist kein Verzicht auf eine für sich genommen essentielle Staatsaufgabe.
  - Der Gesetzgeber war beim Erlass des Umsetzungsgesetzes zum Rahmenbeschluss über den Europäischen Haftbefehl verpflichtet, das Ziel des Rahmenbeschlusses so umzusetzen, dass die Einschränkung des Grundrechts auf Auslieferungsfreiheit verhältnismäßig ist. Insbesondere hatte er dafür Sorge zu tragen, dass der Eingriff in den Schutzbereich des Art. 16 GG schonend erfolgt. Mit dem Auslieferungsverbot sollen gerade die Grundsätze der Rechtssicherheit und des Vertrauensschutzes für den von einer Auslieferung betroffenen Deutschen gewahrt werden. Das wurde versäumt[1]
  - Darüber hinaus weist das Haftbefehlsgesetz eine Schutzlücke hinsichtlich der Möglichkeit auf, die Auslieferung wegen eines in gleicher Sache im Inland laufenden strafrechtlichen Verfahrens oder deshalb abzulehnen, weil ein inländisches Verfahren eingestellt oder schon die Einleitung abgelehnt worden ist. In diesem Zusammenhang hätte der Gesetzgeber die Regelungen der Strafprozessordnung daraufhin überprüfen müssen, ob Entscheidungen der Staatsanwaltschaft, von einer Strafverfolgung abzusehen, im Hinblick auf eine mögliche Auslieferung gerichtlich überprüfbar sein müssen.
  - Die Defizite der gesetzlichen Regelung werden auch nicht dadurch hinreichend kompensiert, dass die Regelungen des Europäischen Haftbefehlsgesetzes die Verbüßung einer im Ausland verhängten Freiheitsstrafe im Heimatstaat vorsehen. Dies ist zwar grundsätzlich eine Schutzmaßnahme für die eigenen Staatsbürger, aber sie betrifft lediglich die Verbüßung der Strafe und nicht bereits die Strafverfolgung.
- Der Grundrechtsträger muss sich darauf verlassen können, dass sein dem jeweils geltenden Recht entsprechendes Verhalten nicht nachträglich als rechtswidrig qualifiziert wird (→Rückwirkung). Wer als Deutscher im eigenen Rechtsraum eine Tat begeht, muss grundsätzlich nicht mit einer Auslieferung an eine andere Staatsgewalt rechnen. Anders fällt die Beurteilung hingegen aus, wenn die vorgeworfene Tat einen maßgeblichen Auslandsbezug hat. Wer in einer anderen Rechtsordnung handelt, muss damit rechnen, hier auch zur Verantwortung gezogen zu werden.

2. Durch den Ausschluss des Rechtsweges gegen die Bewilligung einer Auslieferung verstößt das Haftbefehlsgesetz gegen Art. 19 Abs. 4 GG (Rechtsweggarantie). Die Ergänzung des Bewilligungsverfahrens um sachliche Ablehnungsgründe führt dazu, dass die Bewilligungsbehörde bei Auslieferungen nicht mehr lediglich über außen- und allgemeinpolitische Aspekte des Auslieferungsersuchens entscheidet. Es handelt sich nicht um eine politische Entscheidung, es ist eine Rechtsentscheidung. Daher muss die Auslieferungsbehörde in einen Abwägungsprozess eintreten, der insbesondere die Strafverfolgung in Deutschland zum Gegenstand hat. Diese Abwägungsentscheidung dient dem Schutz der Grundrechte des Verfolgten und darf richterlicher Prüfung nicht entzogen werden.

## Schutzbereich von Art. 16 GG
Das Gericht sieht in der Staatsangehörigkeit und dem Auslieferungsverbot einen zusammenwirkenden Grundrechtskomplex und beschreibt ihn orientiert am völkerrechtlichen Heimatbegriff. Sie begründet einen umfassenden Status Negativus und einen Status Activus: Die Staatsangehörigkeit ist eine dauerhafte Verbindung zwischen Bürger und Staat. Einmal begründet, darf sie grundsätzlich nicht gelöst werden, denn gerade die Dauerhaftigkeit ist ideales Element. Gerade aus der Erfahrung im Dritten Reich darf auch nicht eine Gruppe von Staatsbürgern durch Gesetz wegdefiniert und von dieser Verbindung ausgeschlossen werden.
Auch verbietet das Demokratieprinzip, Staatsbürger auf eine andere Rechtsordnung zu verweisen, möge diese rechtsstaatlich sein und mögen sie auch einen Bezug dazu haben, denn diese andere Rechtsordnung haben sie meist nicht mitgestaltet und sie dürfen auf den beständigen Effekt der deutschen vertrauen.
Einschränkungen duldet dieses Grundrecht nur in den eng definierten und gegeneinander abgegrenzten Möglichkeiten des Art. 16, die alle grundrechtschonend und unter lückenloser Rechtskontrolle durch die Justiz sowie Beachtung des Verhältnismäßigkeitsprinzips auszugestalten sind.

## Rechtsfolgen
Das Haftbefehlsgesetz war nichtig. Der Gesetzgeber hatte die Gründe und das Verfahren für Auslieferung Deutscher neu zu gestalten. Hierzu durfte ihm das Verfassungsgericht keine weiteren Vorgaben machen. Solange der Gesetzgeber kein neues Ausführungsgesetz erlassen hat, war die Auslieferung eines Deutschen nicht möglich. Auslieferungen konnten aber auf der Grundlage des Gesetzes über die internationale Rechtshilfe in Strafsachen (IRG) erfolgen.

## Sondervotum des Richters Broß
Richter Broß folgt der Senatsmehrheit im Ergebnis, nicht aber in der Begründung. Das Haftbefehlsgesetz sei bereits deshalb nichtig, weil es nicht dem Subsidiaritätsprinzip Rechnung trage. Eine Auslieferung deutscher Staatsangehöriger komme nur insoweit in Betracht, als eine Verwirklichung des staatlichen Strafverfolgungsanspruchs im Inland aus tatsächlichen Gründen im konkreten Einzelfall zum Scheitern verurteilt wäre. Nur dann sei der Weg für eine Aufgabenwahrnehmung durch die nächsthöhere Ebene – die Mitgliedstaaten der Europäischen Union – frei. Der Senat verkenne die Bedeutung und Tragweite des Grundsatzes der Subsidiarität, wenn er es für statthaft erachtet, bei Straftaten mit Auslandsbezug eine Auslieferung Deutscher ohne jede materielle Einschränkung vorzusehen. Das Vertrauen des Verfolgten in die eigene Rechtsordnung sei gerade dann in besonderer Weise geschützt, wenn die dem Auslieferungsersuchen zugrunde liegende Handlung maßgeblichen Auslandsbezug aufweist. Vor allem hier müssten sich die Schutzpflicht des Staates und der Grundsatz der Subsidiarität beweisen – nicht erst bei Straftaten mit Inlandsbezug.

## Sondervotum der Richterin Lübbe-Wolff
Die Richterin Lübbe-Wolff teilt die Auffassung der Senatsmehrheit nur insoweit, dass das Haftbefehlsgesetz den Grundrechten nicht hinreichend Rechnung trägt, folgt aber dem Rechtsfolgenausspruch nicht. Um Verfassungsverstöße auszuschließen, hätte die Feststellung genügt, dass für bestimmte näher bezeichnete Fälle Auslieferungen auf der Grundlage des Gesetzes bis zur verfassungskonformen Neuregelung nicht zulässig sind. Mit der Nichtigerklärung des ganzen Gesetzes werde dagegen die Auslieferung auch in verfassungsrechtlich völlig unproblematischen Fällen ausgeschlossen – beispielsweise sogar die Auslieferung von Staatsangehörigen des ersuchenden Staates wegen in diesem Staat begangener Taten. Die Bundesrepublik Deutschland werde so zu Verstößen gegen das Unionsrecht gezwungen, die ohne Verfassungsverstoß hätten vermieden werden können. Auf der Grundlage eines engeren Rechtsfolgenausspruchs müsste auch die erneute Entscheidung der Auslieferungsbehörde nicht notwendigerweise zugunsten des Beschwerdeführers ausfallen.

## Sondervotum des Richters Gerhardt
Nach Auffassung des Richters Gerhardt wäre die Verfassungsbeschwerde zurückzuweisen gewesen:
1. Die Nichtigerklärung des Haftbefehlsgesetzes stehe mit dem verfassungs- und unionsrechtlichen Gebot, Verletzungen des Vertrags über die Europäische Union möglichst zu vermeiden, nicht im Einklang. Der Senat setze sich in Widerspruch zur Rechtsprechung des Gerichtshofs der Europäischen Gemeinschaften, der in seinem Pupino-Urteil vom 16. Juni 2005 den Grundsatz der loyalen Zusammenarbeit der Mitgliedstaaten bei der justiziellen Zusammenarbeit in Strafsachen auch und gerade für die Umsetzung von Rahmenbeschlüssen hervorgehoben habe. Die mit dem Auslieferungsverbot des Grundgesetzes verfolgten Schutzziele würden durch den Rahmenbeschluss und das Europäische Haftbefehlsgesetz erreicht. Der für die Auslegung des Rahmenbeschlusses zuständige Europäische Gerichtshof werde der Durchsetzung einer exzessiven Strafgesetzgebung eines Mitgliedsstaates entgegentreten. Das Europäische Haftbefehlsgesetz ermögliche es, die Auslieferung in den Fällen abzulehnen, in denen die Durchführung eines Strafverfahrens im Ausland den Betroffenen unverhältnismäßig belaste.
2. Auch wenn die verfassungsrechtlich gebotene Verhältnismäßigkeitsprüfung im Gesetz nicht ausdrücklich erwähnt sei, bestehe nach der entsprechenden Klarstellung durch das Bundesverfassungsgericht kein Anlass für die Annahme, dass Behörden und Gerichte ihre selbstverständliche Pflicht zur Beachtung dieses Gebots missachteten. Ein Rechtsschutzdefizit liege nicht vor.

## Auswirkung: neues Gesetz
Bundestag und Bundesrat reagierten auf das Urteil mit einem  Gesetzgebungsverfahren für ein neues EuHbG. Dabei wurden die vom Bundesverfassungsgericht als verfassungswidrig monierten Punkte überarbeitet, die übrigen Regelungen weitgehend aus dem ursprünglichen Gesetz übernommen. Das neue Gesetz ist am 2. August 2006 in Kraft getreten.